# Sainte-Foy-de-Longas
Sainte-Foy-de-Longas är en kommun i departementet Dordogne i regionen Nouvelle-Aquitaine i sydvästra Frankrike. Kommunen ligger i kantonen Sainte-Alvère som tillhör arrondissementet Bergerac. År 2022 hade Sainte-Foy-de-Longas 244 invånare.

## Befolkningsutveckling
Antalet invånare i kommunen Sainte-Foy-de-Longas
Referens:INSEE